# Davide Consiglio
Davide Consiglio (Napoli, 26 febbraio 1836 – Napoli, 21 marzo 1925) è stato un politico e banchiere italiano, che durante la XIV legislatura fu nominato Senatore del Regno.
Ricoprì molti anni e fino al 1893 la carica di direttore del Banco di Napoli.